# ناتاليا غوتمان
ناتاليا غوتمان (بالروسية: Гутман, Наталья Григорьевна)‏ هي عازفة تشيلو وأستاذة جامعية روسية، ولدت في 14 نوفمبر 1942 في قازان في روسيا.

## وصلات خارجية
- الموقع الرسمي
- ناتاليا غوتمان على موقع ميوزك برينز (الإنجليزية)
- ناتاليا غوتمان على موقع أول ميوزيك (الإنجليزية)
- ناتاليا غوتمان على موقع ديسكوغز (الإنجليزية)